# ضلعة (لحم)

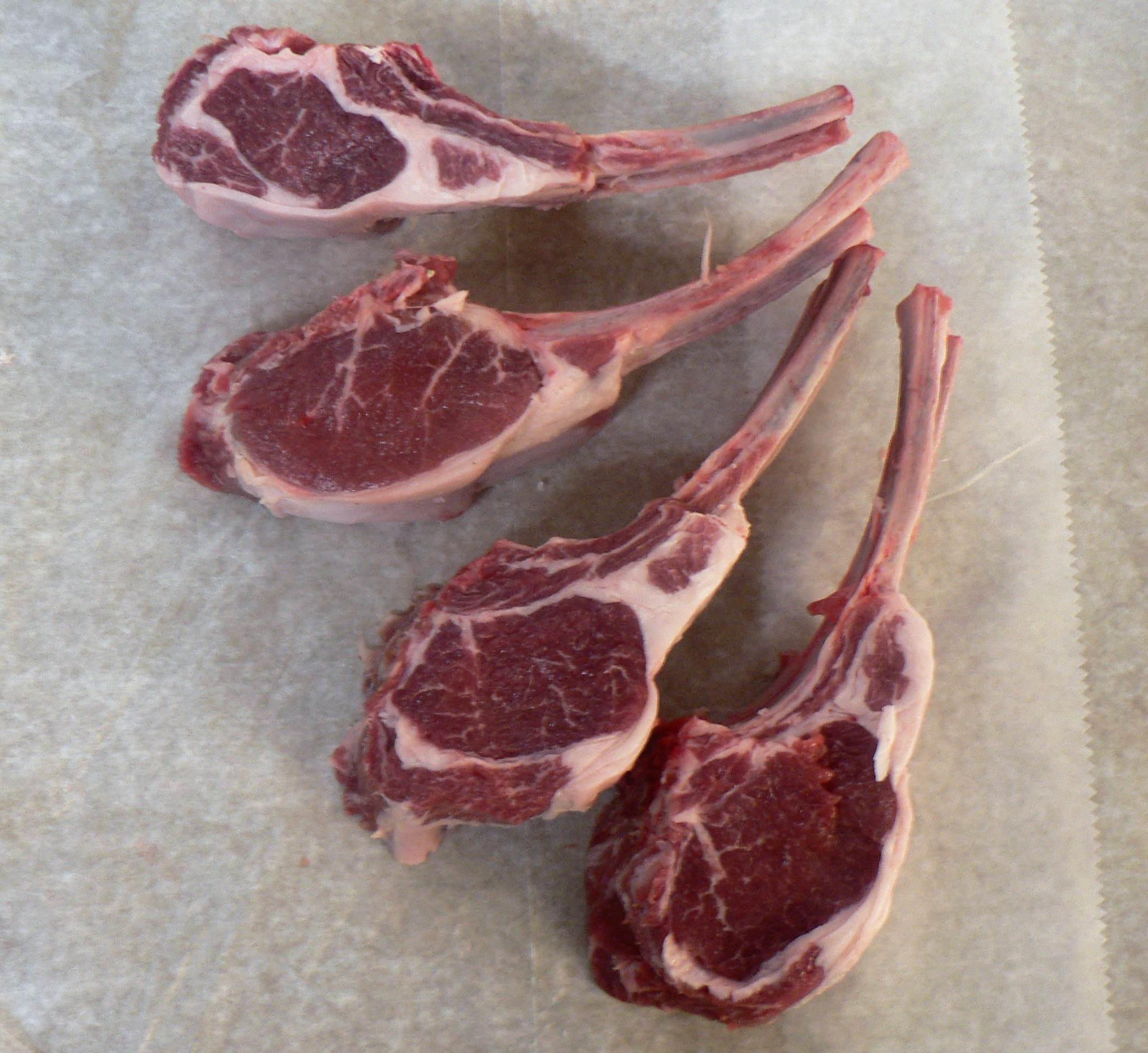
ضِلعة لحم ضأن نيئة

الضِّلْعَة أو الكَسْتَلاتة أو الكُستليتة أو الرِّيَش أو الكُتلِت (بالفرنسية: côtelette) هي قطعة لحم من الأضلاع. تقع قطعة الضِّلْعَة على جانبي العمود الفقري خلف الرقبة. تؤخذ من لحم الخنزير ولحم العجل ولحم الضأن وأقل من لحم البقر.
عادة ما تكون الضِّلْعَة مقلية أو مشوية ولكن يمكن أيضًا تنديغها بالبقسماط مثل المِلَنِيزَة.